# Misturaphis
Misturaphis  (лат.) — род тлей из подсемейства Aphidinae (Aphidini). Северная Америка (Канада).

## Описание
Мелкие насекомые, длина около 1 мм, серовато-зелёного цвета.
Ассоциированы с растениями Artemisia caudata (=Artemisia campestris). Усики 5-члениковые и у крылатых и у бескрылых форм. Близок к тлям рода Aphis, но без маргинальных микротрубочек на 1 и 7 абдоминальных тергитах.
- Misturaphis shiloensis Robinson, 1967 — Канада[1]